# Latvijas Avīze
Latvijas Avīze (dt. Lettlands Zeitung) ist eine der auflagenstärksten Tageszeitungen in Lettland mit einer täglichen Auflage von 33.240 Exemplaren.

## Geschichte
Die erste Ausgabe, damals noch mit dem Titel Lauku Avīze (deutsch: Landeszeitung) erschien 1987.

## Profil
Die Zeitung positioniert sich als nationalkonserativ-demokratisch und wird viel auf dem Land gelesen. Der Herausgeber, die Aktiengesellschaft Lauku Avīze, publiziert auch andere wöchentliche oder monatliche Journale, zum Beispiel über Landwirtschaft oder Gartenbau.
Außerdem gab es mehrere Bücher und Monographien zu politischen Themen.